# Traktrysa
Traktrysa, traktoria, wleczona – krzywa płaska, wzdłuż której porusza się mały obiekt wleczony przez ciągnącego po poziomej płaszczyźnie, przy pomocy nici o stałej długości. Ciągnący porusza się po linii prostej.

## Opis matematyczny
Przyjęto założenia, że poziomą prostą jest oś {\displaystyle Ox} i położenie początkowe obiektu oznaczone jest przez punkt {\displaystyle B=(0,b)} na osi {\displaystyle Oy.} Za parametr {\displaystyle \theta (t)} obrano kąt skierowany między osią {\displaystyle Ox} a wektorem {\displaystyle Q'Q,} którego początkiem {\displaystyle Q} jest punkt krzywej, zaś końcem {\displaystyle Q'} punkt „ciągnący”, poruszający się po osi {\displaystyle Ox.}
Dla obiektu wleczonego przyjmującego pozycje {\displaystyle Q} z przedziału {\displaystyle [0;4],} kreślona krzywa przyjmuje postać:
Odcinek stycznej, ograniczony punktem styczności {\displaystyle Q} z krzywą i punktem {\displaystyle Q'} przecięcia z osią {\displaystyle Ox,} ma stałą długość {\displaystyle b.} Oznaczono przez {\displaystyle x(t)} oraz {\displaystyle y(t)} wartości współrzędnych punktu {\displaystyle Q} zakreślającego traktrysę. Wtedy równania mają postać:
{\displaystyle {\begin{cases}y(t)=b\sin \theta (t)\\x(t)=t+b\cos \theta (t)\end{cases}}}
{\displaystyle \operatorname {tg} \theta (t)={\frac {dy}{dx}}={\frac {\theta '(t)b\cos \theta (t)}{1-\theta '(t)b\sin \theta (t)}},}
{\displaystyle \theta '(t)={\frac {\sin \theta (t)}{b}},}
stąd
{\displaystyle t=b\ln \operatorname {tg} {\frac {\theta }{2}}.}
Równanie parametryczne traktrysy jest następujące:
{\displaystyle Q(\theta )=(b\cos \theta +b\ln \left|\operatorname {tg} {\frac {\theta }{2}}\right|,b\sin \theta ),}
gdy:
{\displaystyle \theta \in (0,\pi )}
otrzymuje się całą traktorię, rozciągającą się w obie strony w nieskończoność i z każdej strony zbliżającą się do osi {\displaystyle Ox.} Oś ta jest asymptotą traktrysy, oś {\displaystyle Oy} zaś osią jej symetrii.
W punkcie {\displaystyle B=(0,b),} a więc dla {\displaystyle \theta ={\frac {\pi }{2}}} istnieje punkt osobliwy (ostrze) krzywej.
Długość łuku traktrysy {\displaystyle BQ} wynosi:
{\displaystyle l=b\ln {\frac {b}{y}},}
zaś jej promień krzywizny:
{\displaystyle r=b\operatorname {ctg} {\frac {x}{y}}.}
Ewolutą traktrysy, a więc zbiorem wszystkich jej środków krzywizny, jest krzywa łańcuchowa. Obracając traktrysę wokół jej asymptoty dostanie się powierzchnię zwaną pseudosferą